# José Francisco Bermúdez
José Francisco Bermúdez (Cariaco, 23 de janeiro de 1782 – Cumaná, 15 de dezembro de 1831) foi um venezuelano que lutou na guerra da independência da Venezuela, alcançando a patente de General. Está sepultado no Panteão Nacional da Venezuela.
Um município (Bermúdez) e um aeroporto (Aeroporto General José Francisco Bermúdez), ambos em sua terra natal, estado de Sucre, foram nomeados em sua homenagem.

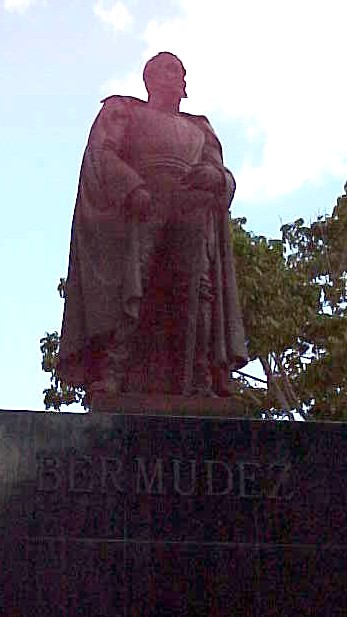
José Francisco Bermúdez